# Jon Hedlund
Jon Hedlund, född den 12 maj 1991, är en svensk innebandymålvakt. Han är uppvuxen i Värmland har och har spelat i Skoghalls IBK fram till i juli 2010, då han skrev på ett treårskontrakt med Pixbo Wallenstam IBK.